# Galumnella cellularis
Galumnella cellularis är en kvalsterart som beskrevs av Balogh och Sandór Mahunka 1967. Galumnella cellularis ingår i släktet Galumnella och familjen Galumnellidae. Inga underarter finns listade i Catalogue of Life.